# دون كارلوس
دون كارلوس هي أوبرا كبرى مؤلفة من خمسة فصول من تأليف جوزيبي فيردي وليبريتو (نص) مكتوب باللغة الفرنسية لجوزيف ميري وكاميل دو لوكل، تستند إلى المسرحية الدرامية دون كارلوس ابن إسبانيا للكاتب فريدرش شيلر. بالإضافة إلى ذلك، جرت استعارة العديد من الحوادث من مسرحية يوجين كورمون عام 1846 فيليب الثاني ملك إسبانيا، والتي كان مشهد غابة فونتين بلو وأوتو دا في (رسوم الإيمان) الأكثر أهمية بينها. وغالبًا ما تُؤدى الأوبرا بالترجمة الإيطالية، عادةً تحت عنوان دون كارلو.
تستند قصة الأوبرا إلى صراعات من حياة كارلوس أمير أستورياس (1545-1568). على الرغم من أنه كان خطيب إليزابيث من فالوا، إلا أن جزءًا من معاهدة السلام التي أنهت الحرب الإيطالية من 1551-1559 بين عائلتي هابسبورغ وفالوا فرضت أن تتزوج بدلًا منه والده فيليب الثاني ملك إسبانيا. وقد وكلت أوبرا باريس بإنتاج العرض وقدمت العرض الأول على مسرح سال لو بيليوتيه في 11 مارس من عام 1867.
قُدم العرض الأول باللغة الإيطالية في كوفنت غاردن بلندن في يونيو عام 1867. وكان العرض الأول في إيطاليا في بولونيا في أكتوبر عام 1867 أيضًا بترجمة إيطالية. وبعد بعض المراجعات التي أجراها فيردي، قُدمت باللغة الإيطالية في نابولي في نوفمبر / ديسمبر عام 1872. وكان فيردي مسؤولًا أيضًا عن «إصدار ميلانو» القصير من أربعة فصول حُذف فيه الفصل الأول وكذلك الباليه (عُرض في ميلانو في يناير عام 1884 بالترجمة الإيطالية) ولكن يبدو أنه وافق أيضًا على ما يبدو على «إصدار مودينا» المكون من خمسة فصول، والذي يُعاد فيه العمل الأول، لكن الباليه يبقى محذوفًا (عُرض في مودينا في ديسمبر عام 1886، أيضًا بالترجمة الإيطالية). ونحو عام 1970 جرى اكتشاف مقاطع مهمة من الموسيقى المحذوفة قبل العرض الأول في أرشيفات باريس، ما أدى إلى ظهور نسخة إضافية واحدة على الأقل يمكن إرجاعها إلى فيردي: النسخة التي أعدها لأوبرا باريس عام 1866، قبل إجراء أي حذف. ولا يقدم فيردي أي أوبرا أخرى بهذا العدد من الإصدارات الأصلية. والأوبرا بطولها الكامل (بما في ذلك الباليه والحذف الحاصل قبل العرض الأول) تحتوي على ما يقرب من أربع ساعات من الموسيقى وهي أطول أوبرا لفيردي.

## تاريخ تأليفها
حذف ما قبل العرض الأول والنسخة الأولى المقدمة
حذف فيردي بعض الأجزاء في عام 1866 بعد الانتهاء من الأوبرا ولكن قبل تأليف جزء الباليه، وذلك ببساطة لأن العمل أصبح طويلًا للغاية. وكان هناك دويتو (ثنائية) لإليزابيث وإيبولي في الفصل 4، المشهد 1؛ ودويتو لكارلوس والملك بعد موت بوسا في الفصل 4، المشهد 2؛ وتبادل بين إليزابيث وإيبولي أثناء التمرد في نفس المشهد.
بعد تأليف الباليه خلال فترة البروفة عام 1867 عُرضت دون مزيد من الحذف، ولا تنتهي الأوبرا قبل منتصف الليل (الوقت الذي يحتاج فيه الرعاة إلى المغادرة من أجل اللحاق بالقطارات الأخيرة إلى ضواحي باريس). ثم سمح فيردي ببعض الحذف الإضافي، والذي كان أولًا مقدمة للفصل 1 (مع جوقة من قاطعي الأخشاب وزوجاتهم، بما في ذلك الظهور الأول لإليزابيث)؛ وثانيًا مدخل قصير منفرد لبوسا (كنتُ في فلاندرز) في الفصل 2، المشهد 1؛ وثالثًا جزء من الحوار بين الملك وبوسا في نهاية الفصل 2، المشهد 2.
عُرضت الأوبرا لأول مرة كما العرض الأول واحتوت المفهوم الأصلي لفيردي، دون موسيقى الحذف المذكور سابقًا، ولكن مع الباليه.
في عام 1969 في مؤتمر فيردي في فيرونا، قدم عالم الموسيقى الأمريكي ديفيد روزين القسم المفقود من دويتو فيليب وبوسا من نهاية الفصل 2، والذي وجده مطويًا في نسخة قائد الأوركسترا من النوتة الموسيقية. وجرت إزالة الصفحات الأخرى التي تحتوي على قطع من سجل المخطوطة ونسخة قائد الأوركسترا. بعد ذلك بوقت قصير وجد الناقد الموسيقي البريطاني أندرو بورتر أن معظم هذه المقاطع المقطوعة الأخرى يمكن إعادة بنائها من الأجزاء الفردية، حيث كانت الصفحات التي تحتوي على الموسيقى «المفقودة» إما «مُلصقة أو مُثبَّتة أو مرفقة». وجرت استعادة 21 دقيقة من الموسيقى المفقودة. ويمكن العثور على كل الموسيقى المعروفة التي ألفها فيردي للأوبرا، بما في ذلك المقطوعات السابقة للعرض الأول والمراجعات اللاحقة، في طبعة متكاملة أعدتها عالمة الموسيقى الألمانية أورسولا غونتر، وقد نُشرت لأول مرة في عام 1980 وفي نسخة ثانية منقحة في عام 1986.

## تاريخ العرض

### القرن التاسع عشر

#### نسخةدون كارلوسبالفرنسية
بعد العرض الأول وقبل مغادرة باريس، أذن فيردي لسلطات الأوبرا بإنهاء الفصل 4، المشهد 2 بموت بوسا (وبالتالي حذف مشهد التمرد) إذا كانوا يعتقدون ذلك مناسبًا. وجرى ذلك بداية من العرض الثاني في 13 مارس بعد رحيله. وأجري المزيد من الحذف (غير المصرح به) على ما يبدو خلال العروض المتبقية. وعلى الرغم من الإنتاج الضخم الذي صممه فنانو المناظر الطبيعية تشارلز أنطوان كامبون وجوزيف تييري (الفصلان الأول والثالث) وإدوارد ديسبليشين وجان بابتيست لافاستر (الفصلان الثاني والخامس) وأوغست ألفريد روبي وفيليب تشابيرون (الفصل الرابع)، يبدو أنه كانت هناك «مشكلة أوبرا» للأوبرا، واختفت من مرجعها بعد عام 1869.

#### نسخة دون كارلو بالترجمة الإيطالية
كان من الممارسات الشائعة في ذلك الوقت لمعظم المسارح (بخلاف تلك الموجودة في المجتمعات الناطقة بالفرنسية) أداء أوبرا باللغة الإيطالية، وأعدت ترجمة إيطالية لدون كارلوس في خريف عام 1866 من قبل أخيل دي لوزيير. وفي 18 نوفمبر عام 1866 كتب فيردي إلى جيوفاني ريكوردي ليعرض على ناشر ميلانو الحقوق الإيطالية، لكنه أصر على أن الأوبرا:
يجب أن تُعرض بالكامل كما أول مرة في أوبرا باريس. دون كارلوس هي أوبرا من خمسة فصول مع رقص الباليه: إذا رغبت إدارة المسارح الإيطالية بإقرانها بباليه مختلف، فيجب أن توضع هذه الأوبرا إما قبل أو بعد الأوبرا الكاملة، وليس في المنتصف أبدًا، وفقًا للعادة البربرية المتمثلة في يومنا هذا.
لم توضع الترجمة الإيطالية لأول مرة في إيطاليا ولكن في لندن في دار الأوبرا الملكية، كوفنت غاردن في 4 يونيو عام 1867، حيث أنتجها وأدارها مايكل كوستا. ومع ذلك لم تكن كما أراد فيردي؛ وقُدمت الأوبرا بشكل مقطع ومعدّل، مع إزالة الفصل الأول، وحذف الباليه في الفصل 3، ونقلت أغنية كارلو لو لا فيدي (أصلًا في الفصل 1) إلى الفصل 3، قبل الثلاثية مباشرةً. بالإضافة إلى ذلك جرى تقليص الدويتو بين فيليب والمحقق بأربعة أسطر، وكانت أغنية إليزابيث في الفصل 5 تتكون فقط من جزء من القسم الأوسط والنسخة المتكررة. واعتبر الإنتاج في البداية ناجحًا، وأرسل فيردي رسالة تهنئة إلى كوستا. في وقت لاحق عندما علم بالتغييرات، شعر فيردي بالغضب الشديد، لكن نسخة كوستا توقعت التعديلات التي سيجريها فيردي نفسه بعد بضع سنوات في 1882-1883.
حصد العرض الإيطالي الأول في 27 أكتوبر عام 1867 في تياترو كومونال دي بولونيا بقيادة صديق فيردي المقرب أنجيلو مارياني «نجاحًا فوريًا»، وكان هذا الإصدار، على الرغم من إنتاجه في غياب فيردي، أكثر اكتمالًا وشمل الباليه. وبالنسبة للعرض الأول في روما في 9 فبراير عام 1868 في تياترو أبولو، لم يكن من المستغرب أن يقوم الرقيب البابوي بتغيير المحقق إلى غران كانسيليري (المستشار الأكبر) والراهب / الإمبراطور إلى سوليتاريو (ناسك).
عُرضت هذه النسخة من الأوبرا لأول مرة في ميلانو في لا سكالا في 25 مارس عام 1868، وتبع ذلك إنتاجات مرموقة في معظم دور الأوبرا الإيطالية الأخرى، لكنها لم تحقق نجاحًا شائعًا. كان طول الأوبرا مشكلة خاصة، وكانت العروض اللاحقة بشكل عام تحتوي الكثير من الحذف. وكان الإنتاج الأول في نابولي عام 1871 فاشلًا تمامًا.